# Egloskerry
Egloskerry is een civil parish in het Engelse graafschap Cornwall. In 2001 telde het dorp 374 inwoners.